# Leucanthiza
Leucanthiza là một chi bướm đêm thuộc họ Gracillariidae.

## Các loài
- Leucanthiza amphicarpeaefoliella Clemens, 1859
- Leucanthiza dircella Braun, 1914
- Leucanthiza forbesi Bourquin, 1962